# Cardioglossa cyaneospila
Cardioglossa cyaneospila är en groddjursart som beskrevs av Laurent 1950. Cardioglossa cyaneospila ingår i släktet Cardioglossa och familjen Arthroleptidae. IUCN kategoriserar arten globalt som otillräckligt studerad. Inga underarter finns listade.